# The Naked Zoo
Pour plus de détails, voir Fiche technique et Distribution.
The Naked zoo est un film américain réalisé par William Grefe, sorti en 1971.

## Synopsis
Habitant à Miami, Mme Golden est l'épouse d'un millionnaire se déplaçant en chaise roulante. Elle est dans la force de l'âge et son époux ne lui donne pas entièrement satisfaction. Elle entame donc une liaison avec un auteur obscur nommé Terry Shaw. Celui-ci profite de la générosité de sa maîtresse pour organiser des soirées coûteuses où les invités se droguent à loisir. Mme Golden finit par se brouiller avec Terry. Celui-ci tente une réconciliation mais le mari millionnaire les surprend et tente de les abattre. Terry parvient à s'emparer de son pistolet et le tue. La police croit à un accident. Reprenant leur liaison, Mme Golden et Terry ne tardent pas à se rebrouiller. Mme Golden le fait chanter. Terry décide de s'en débarrasser et la fait mourir d'une surdose de stupéfiant. La police continue à ne pas le soupçonner et lui, grâce à l'argent des Golden, devient un auteur à succès. La fille des Golden revient alors à Miami et apprend toute la vérité sur la mort de ses parents. Elle tue Terry à la première occasion.

## Fiche technique
- Titre original : The Naked zoo
- Réalisation : William Grefe
- Scénario : William Grefe d'après une histoire de Ray Preston
- Production : William Grefe
- Société de production : Film Artists International
- Société de distribution : R & S Film Enterprises Inc.
- Pays d'origine : États-Unis
- Langue : anglais
- Format : Couleur - Son : Mono
- Budget : 250 000 $[1]
- Genre : Drame
- Durée : 78 minutes
- Date de sortie :  18 septembre 1970

## Distribution
- Rita Hayworth : Helen Golden
- Steve Oliver : Terry Shaw
- Fay Spain : Pauline
- Ford Rainey : Harry Golden
- Joe E. Ross : Mr. Barnum
- Willie Pastrano : Henry
- Fleurette Carter : Nadine
- Steve Alaimo
- Lynne Topping : Jackie Golden
- le groupe Canned Heat : eux-mêmes

## Autour du film
- Le tournage du film a eu lieu à Fort Lauderdale.
- À l'époque, Rita Hayworth souffrait de plus en plus de la maladie d'Alzheimer et avait du mal à se souvenir de ses textes. Il s'agit ici de son avant-dernier film avant que cette maladie ne la contraigne à prendre une retraite forcée.

## Sources
1. ↑  (fr) Section Business sur l'Internet Movie Database